# أدراستيا
أدراستيا (بالإنجليزية: Adrastea)‏ /ædrəˈstiːə/، المعروف أيضًا باسم المشتري الخامس عشر، هو أصغر أقمار المشتري الداخلية الأربعة، ويحتلُّ المرتبة الثانية من حيث البُعد عن الكوكب. اكتُشف هذا القمر في الصور التي التقطها المسبار الفضائي فوياجر 2 في عام 1979، مما يجعله أول قمر تابع طبيعي تكتشفه صور التقطتها مركبة فضائية مسافرة بين الكواكب، وليس من خلال التلسكوب. وقد سُمي رسميًّا على اسم الآلهة أدراستيا المذكورة في الأساطير الإغريقية، وهي الأم الحاضنة للإله الإغريقي زيوس، وهو النظير للإله جوبيتر (المشتري) في الأساطير الرومانية.
أدراستيا هو أحد الأقمار القليلة في المجموعة الشمسيّة المعروف أنَّه يدور حول كوكبه في أقل من طول اليوم على الكوكب نفسه، ويدور هذا القمر حول حافة الحلقة الرئيسة للمشتري، ويُعتقد أنه المساهم الرئيس للمواد التي تتكون منها حلقات كوكب المشتري. على الرغم من عمليات الرصد التي قامت بها مركبة الفضاء «غاليليو» في تسعينيات القرن الماضي، إلا أنّه لا يُعرف سوى النزر القليل عن الخصائص الماديّة لهذا القمر بخلاف حجمه وحقيقة أنَّه مُقيّد بكوكب المشتري بفعل قوى المدّ.

## الاكتشاف وعمليات الرصد

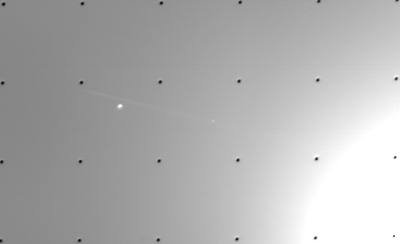
صورة اكتشاف أدراسيتا، التُقطت الصورة في 8 يوليو 1979عن طريق مسبار الفضاء فوياجر 2. قمر أدراسيتا هو النقطة الأكثر خفوتًا، في المنتصف، متداخلة على خط حلقات المشتري.

اكتشف عالم الفلك ديفيد سي. جويت ورائد الفضاء جي. إدوارد دانيلسون القمر أدراستيا من الصور التي التقطها مسبار الفضاء فوياجر 2 في 8 يوليو 1979، وحصل حينها على التسمية S/1979 J 1. على الرغم من ظهوره في شكل نقطة فحسب، فإنَّه كان أول قمر تكتشفه مركبة فضاء مسافرة بين الكواكب. لم يمر وقتٌ طويلٌ منذ اكتشاف هذا القمر حتى لوحظ اثنان من الأقمار الداخلية الأخرى لكوكب المشتري هما ثيبي و‌ميتيس) في الصور التي التقطتها مسبار الفضاء فوياجر 1 قبل بضعة أشهر، تمكنت مركبة الفضاء غاليليو من تحديد شكل هذا القمر في عام 1998، إلا أن الصور كانت رديئة الجودة. وحصل القمر على اسم أدراستيا رسميًّا في عام 1983 تيمنًا باسم الحورية الإغريقية أدراستيا ابنة زيوس وعشيقة أنانك.

على الرغم من أن مركبة جونو المداريّة، التي وصلت إلى كوكب المشتري في عام 2016، بها كاميرا تسمى JunoCam، فإن عمليات الرصد التي تقوم بها مركزة بالكامل تقريبًا على كوكب المشتري نفسه. ومع ذلك، إذا سارت الأمور كما ينبغي، من المفترض أن تكون قادرة على التقاط بعض الصور المحدودة للقمرين ميتيس وأدراستيا.

## الخصائص الماديّة
إن القمر أدراستيا له شكل غير منتظم، ويبلغ عرضه 20×16×14 كيلو متر. ويتراوح تقدير مساحة السطح بين 840 و1,600 (~1,200) كيلو متر مربع، وهذا يجعله أصغر الأقمار الداخلية الأربعة. لم يُحدد بعد حجم القمر أدراستيا وتكوينه وكتلته، ولكن يمكن تقدير كتلته بحوالي 2 إسبانيا كجم بافتراض أن له متوسط كثافة مثل القمر أمالثيا، الذي يبلغ حوالي 0,86 جم/سم3. تشير كثافة القمر أمالثيا ضمنيًا إلى أن القمر يتكون من جليد مائي بمسامية تتراوح من 10 إلى 15%، وقد يكون هذا هو الحال بالنسبة لأدراستيا، ولا تُعرف أي تفاصيل عن سطح أدراستيا بسبب انخفاض دقة الصور المتاحة.

## المدار
يُعدُّ أدراستيا الأصغر وثاني أقرب قمر في مجموعة الأقمار التابعة الداخلية الجوفيانية. وهو يدور حول كوكب المشتري في دائرة نصف قطرها حوالي 129,000 كم (أي ما يعادل 1.806 مرة من نصف قطر المشتري) عند الحافة الخارجية للحلقة الرئيسية للكوكب، وأدراستيا هو أحد الأقمار الثلاثة الوحيدة في المجموعة الشمسيّة التي تُعرف بدورانها حول كوكبها في أقل من طول اليوم على ذلك الكوكب، أما القمران الآخران، فهما ميتيس (قمر المشتري الأقرب)، وفوبوس (قمر المريخ).
يتسم مدار أدراستيا بأنّه لا مركزي بنسبة ضئيلة جدًا (حوالي 0.0015)، وله ميل يساوي 0.03 درجة، وهذا الميل نسبي إلى خط استواء كوكب المشتري.
يدور أدراستيا بشكل متزامن مع فترته المدارية بسبب تأثره بقوى المدّ. لذا، لا يظهر من القمر إلا وجه واحد مقابلًا للكوكب دائمًا. ويكون محوره الطويل موازيًا للمشتري، وهذا يمثل أدنى توزيع للطاقة.
على غرار القمر ميتيس، يقع مدار أدراستيا داخل نصف قطر مدار المشتري المتزامن، ونتيجةً لذلك، تتسبب قوى المدّ في انحلال مداره تدريجيًا على نحو قد يؤثر يومًا ما في المشتري نفسه. إذا كانت كثافته مماثلة لكثافة «أمالثيا»، فإن مداره سيكون في الواقع ضمن حد روش للأجرام المائعة. ولكن نظرًا إلى أنَّه لا يشهد أي تفكك، فلا بُدَّ أنَّه لا يزال مُستقرًا خارج حد روش للأجرام الصلبة.
أدراستيا هو ثاني أسرع أقمار كوكب المشتري في الحركة، حيث تبلغ سرعته المدارية 31.378 كم/ثانية.

## العلاقة مع حلقات المشتري
أدراستيا هو أكبر مساهم في المواد التي تتكون منها حلقات كوكب المشتري. يبدو أن هذه المادة تتكون في المقام الأول من المواد التي تنبعث من أسطح الأقمار التابعة الداخلية الصغيرة الأربعة للمشتري بفعل الاصطدامات بالنيازك. فمن السهل أن تفقد هذه الأقمار التابعة مقذوفات الاصطدام في الفضاء. ويرجع ذلك إلى قلة كثافة الأقمار التابعة وقُرب أسطحها من حافة مجالات روش الخاصة بها.
يبدو أن أدراستيا هو المصدر الأكثر وفرة لهذه المادة الحلقية، كما يتضح من الحلقة الأكثر كثافة (الحلقة الرئيسية) الموجودة في مدار أدراستيا وداخله. بتعبير أدق، يقع مدار أدراستيا بالقرب من الحافة الخارجية للحلقة الرئيسية للمشتري. يعتمد مدى مرئية المادة الحلقية على زاوية طور الصور: في الضوء المتناثر للأمام، يقع أدراستيا خارج الحلقة الرئيسية بشكل بارز، ولكن في الضوء المتناثر للخلف (الذي يكشف عن جزيئات أكبر بكثير)، تظهر أيضًا حلقة ضيقة خارج مدار أدراستيا.

## مُلاحظات
1. ↑  جرى الحساب على أساس معلمات أخرى.

### فهرس المراجع
1. 1 2  Evans Porco et al. 2002.
2. 1 2 3 4 5 6 7 8  Burns Simonelli et al. 2004.
3. ↑   https://ssd.jpl.nasa.gov/?sat_phys_par. {{استشهاد ويب}}: |url= بحاجة لعنوان (مساعدة) والوسيط |title= غير موجود أو فارغ (من ويكي بيانات) (مساعدة)
4. ↑   https://ssd.jpl.nasa.gov/?sat_phys_par. اطلع عليه بتاريخ 2020-09-05. {{استشهاد ويب}}: |url= بحاجة لعنوان (مساعدة) والوسيط |title= غير موجود أو فارغ (من ويكي بيانات) (مساعدة)
5. 1 2  IAUC 3454.
6. 1 2  Jewitt Danielson et al. 1979.
7. 1 2 3 4  Thomas Burns et al. 1998.
8. ↑  IAUC 3872.
9. ↑  JunoCam: Science and Outreach Opportunities with Juno Hansen, C. J.; Orton, G. S. American Geophysical Union 12/2015 نسخة محفوظة 7 يناير 2021 على موقع واي باك مشين.
10. 1 2  Anderson Johnson et al. 2005.
11. ↑  Burns Showalter et al. 1999.
12. 1 2  Ockert-Bell Burns et al. 1999.